# Сун Юйци (тхэквондист)
Сун Юйци́ (кит. 宋玉麒, пиньинь Sòng Yùqí, род. 16 января 1982 года в посёлке Шулинь уезда Тайбэй, Тайвань) — тайваньский тхэквондист, бронзовый призёр Олимпийских игр 2008 года, чемпион мира 2007 года.